# Euphorbia kraussiana
Euphorbia kraussiana là một loài thực vật có hoa trong họ Đại kích. Loài này được Bernh. ex Krauss mô tả khoa học đầu tiên năm 1845.